# Черненко, Владимир Тимофеевич
Владимир Тимофеевич Черненко — советский хозяйственный и политический деятель.

## Биография
Родился в 1947 году на хуторе Орлов. Член КПСС.
Окончил курсы молодых механизаторов при Пашковском сельскохозяйственном техникуме.
В 1966—1971 гг. — механизатор отделения номер 3, в 1971—1991 гг. — звеньевой механизированного кукурузоводческого звена колхоза «Победа» Гулькевичского района Краснодарского края.
Инициатор соревнования молодых кукурузоводов Кубани. В 1972 году комсомольско-молодежному звену Владимира Черненко удалось поставить рекорд края по урожайности кукурузы на зерно (48 ц/га с 1200 га закрепленных площадей).
Избирался народным депутатом СССР (1989—1991). Делегат XXVII съезда КПСС.
Жил в Гулькевичах.

## Награды
- Орден Ленина
- Орден Трудового Красного Знамени